# Die Camper
Die Camper ("I campeggiatori") è una serie televisiva tedesca di genere commedia ideata da Werner Koj  e da Claus Vinçon  e prodotta dal 1997 al 2006 dalla Deutsche Columbia TriStar Filmproduktion e dalla Gemini Filmproduktion Gerhard Schmidt. Tra gli interpreti principali, figurano Willi Thomczyk, Antje Lewald, René Heinersdorff, Dana Golombek, Thomas Gimbel, Wilfried Herbst, Nicolas Bodeux, Natascha Hockwin, Felicitas Woll, Andreas Windhuis, Andrea Badey, Michael Brandner, Sabine Kaack, Heinrich Schafmeister, Katharina Schubert, Wolke Hegenbarth e Wilfried Herbst.
La serie si compone di 9 stagioni, per un totale di 117 episodi (13 per stagione), della durata di circa 25 minuti ciascuno.
In Germania, la serie è stata trasmessa in prima visione dall'emittente RTL Television. Il primo episodio, intitolato Der Grillabend, è stato trasmesso in prima visione il 21 febbraio 1997; l'ultimo, intitolato Winterzauber, è stato trasmesso in prima visione il 7 aprile 2006.

## Trama
La serie è incentrata sulle vicende di famiglie di vacanzieri dedite al campeggio.
Protagoniste della prima stagione è la famiglia Wüpper, composta da Hajo e Heidi Wüpper e dalla loro figlia Nicole.
Dalla seconda stagione, diventano invece protagoniste le famiglie Ewermann e Fuchs.

## Episodi
| Stagione         | Puntate | Prima TV Germania | Prima TV Italia |
| ---------------- | ------- | ----------------- | --------------- |
| Prima stagione   | 13      | 1997              | inedita         |
| Seconda stagione | 13      | 1999              | inedita         |
| Terza stagione   | 13      | 2000              | inedita         |
| Quarta stagione  | 13      | 2001              | inedita         |
| Quinta stagione  | 13      | 2002              | inedita         |
| Sesta stagione   | 13      | 2003              | inedita         |
| Settima stagione | 13      | 2004              | inedita         |
| Ottava stagione  | 13      | 2005              | inedita         |
| Nona stagione    | 13      | 2006              | inedita         |